# I. Pinedzsem
I. Pinedzsem ókori egyiptomi főpap, Ámon thébai főpapja i. e. 1070 és 1032 közt; i. e. 1054-től az ország déli részének de facto uralkodója a XXI. dinasztiával egyidőben.

## Származása, útja a hatalomig
Pianh főpap fia volt. Anyja neve egy töredékes feliraton szerepel, melyen nehéz eldönteni, hogy H vagy Nedzs a név első része (a két hieroglifa hasonlít), így vagy Nedzsmet az, akinek fennmaradt egy ábrázolása, amin Pianh és fiai hosszú életet kívánnak neki, vagy anyja, Hrere. Nedzsmet később Herihór főpap felesége lett.
Pinedzsem valószínűleg nem közvetlenül követte apját a főpapi székben, hanem kettejük közt Herihór uralkodott főpapként, mivel Pinedzsem túl fiatal volt apja halálakor. Ezt bizonyítja, hogy a karnaki Honszu-templom fali reliefjein Pinedzsem ábrázolása közvetlenül Herihórét követi, Pianhié nem szerepel köztük, valamint hogy Pinedzsem valószínűleg fiatalon lett főpap, mivel sokáig volt hatalmon.

## Uralkodása
Thébában politikailag és vallásilag is erős hatalmat örökölt. Megerősítette hatalmát az ország déli és középső része fölött is, és királysága gyakorlatilag függetlenné vált a taniszi székhelyű XXI. dinasztiától, politikailag azonban valószínűleg sosem távolodtak el teljesen egymástól, mivel tiszteletben tartották egymás autonómiáját. Pinedzsem feleségül vette a XX. dinasztia utolsó uralkodójának, XI. Ramszesznek a lányát, Duathathor-Henuttauit, és fiuk, I. Paszebahaenniut a XXI. dinasztia egyik fáraója lett.
I. Neszubanebdzsed 15. vagy 16. uralkodási évében Pinedzsem kikiálttatta magát Felső-Egyiptom fáraójának, főpapként pedig fiai, Maszaharta, majd Dzsedhonszuefanh és Menheperré lépett a helyébe. Duathathor-Henuttauitól született egyik lánya, Maatkaré is fontos szerepet töltött be a kultuszban, Ámon isteni felesége lett.
Pinedzsem múmiáját Dejr el-Bahariban találták meg, a DB320 rejtekhelyen.

## Családja

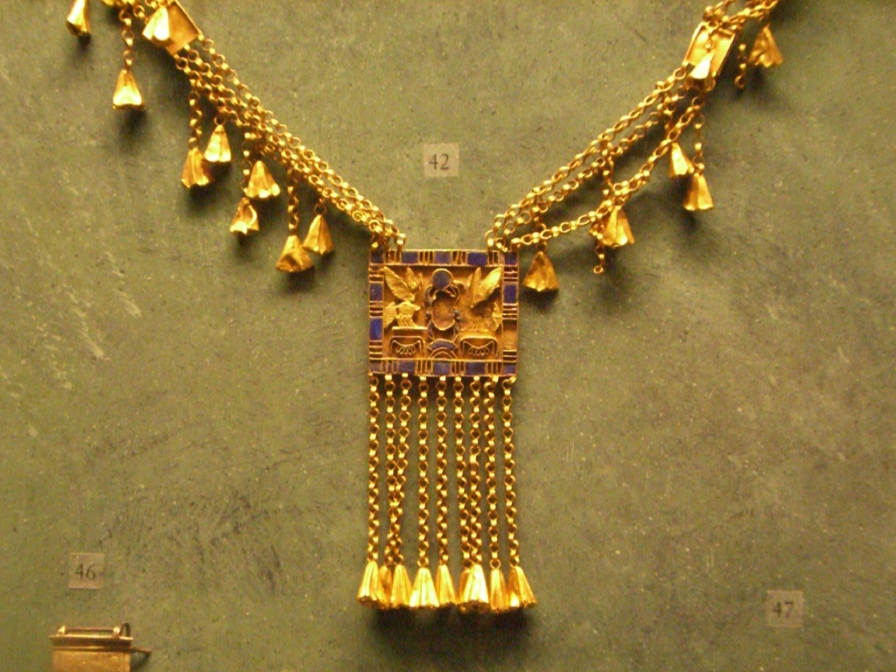
Pinedzsem melldísze

Apjának, Pianhnak több gyermeke is volt rajta kívül; Pinedzsemnek három öccse (Hekanefer, Hekamaat és Anhefenmut) és egy lánytestvére (Faienmut) ismert. Három feleségéről és számos gyermekéről tudunk. Duathathor-Henuttaui, a taniszi királyi család tagja több gyermeket is szült neki, köztük I. Paszebahaenniut fáraót, aki egyesítette a királyi és a főpapi családot, Maatkaré főpapnőt, Henuttaui hercegnőt és valószínűleg Mutnedzsmetet is, aki Paszebahaenniut felesége lett.
Másik felesége Iszetemheb, Ámon énekesnője volt. Őt férje mellett említik téglákon, melyeket el-Hibában találtak. Valószínűleg egy harmadik felesége Tentnabehenu, akinek egy lánya is ismert, Nauni. Tentnabehenut lánya temetkezési kellékei közt említik egy papiruszon; Naunit Thébában temették el és király lányának nevezik, innen valószínű, hogy Pinedzsem volt az apja.
Négy fia, akiknek anyja nem ismert (de valamelyiknek vagy akár többnek is Duathathor-Henuttaui az): Maszaharta, Dzsedhonszuefanh és Menheperré főpapok; és Neszipanoferhór, aki viselte az Ámon isteni atyja címet és nevét Herihór egyik fiának helyébe írták a karnaki Honszu-templom egyik ábrázolásán.